# رانلد پیکاپ
رانلد پیکاپ (انگلیسی: Ronald Pickup؛ (زادهٔ ۷ ژوئن ۱۹۴۰ – درگذشتهٔ ۲۴ فوریهٔ ۲۰۲۱) بازیگر اهل بریتانیا بود. وی از سال ۱۹۶۴ میلادی تا زمان مرگ مشغول فعالیت بود.
از فیلم‌ها یا برنامه‌های تلویزیونی که وی در آن نقش داشته‌است، می‌توان به بهترین هتل عجیب مریگولد، روز شغال، تاریک‌ترین لحظات، طبقات تاریک، زندگی وردی، النی، سرگذشت نارنیا و آیوانهو اشاره کرد.
پیکاپ در ۲۴ فوریه ۲۰۲۱ به دنبال بیماری‌ای طولانی مدت، در سن ۸۰ سالگی درگذشت.